# Шарипов, Ильгиз Кадырович
Ильгиз Кадырович Шарипов (род. 31 января 1960, Нижнее Аврюзово, Башкирская АССР) — российский предприниматель и политический деятель, бывший глава администрации городского округа Стерлитамак, депутат Государственного Собрания — Курултая Республики Башкортостан 3-го созыва.

## Биография
Родился 31 января 1960 года в деревне Нижнее Аврюзово Альшеевского района БАССР.
Окончил Уфимский авиационный институт (УАИ, ныне Уфимский государственный авиационный технический университет) в 1983 году.
С 1996 по 2007 годы работал генеральным директором ОАО «Красный пролетарий» в Стерлитамаке.
В 2007—2009 годах — глава администрации городского округа Стерлитамак. Заслуженный машиностроитель Республики Башкортостан.
Депутат Государственного Собрания — Курултая Республики Башкортостан от Ольховского избирательного округа № 67.

## Семья
Женат, воспитывает сына и дочь.